# Wafic Tibi
 (juillet 2018).
Si vous disposez d'ouvrages ou d'articles de référence ou si vous connaissez des sites web de qualité traitant du thème abordé ici, merci de compléter l'article en donnant les références utiles à sa vérifiabilité et en les liant à la section « Notes et références ».
Pour les articles homonymes, voir Tibi (homonymie).
Wafic Tibi (1925-1981) est un journaliste libanais qui était propriétaire du quotidien Al Yom.
La famille Tibi, originaire de Tibi en Palestine, est l’une des plus anciennes familles de la presse libanaise. Après la Première Guerre mondiale, Chaker el Tibi avait fondé le journal Al Ikhâ (La Fraternité) à Beyrouth. Ses fils Afif et Wafic créèrent en 1947 le quotidien Al Yom (Le Jour), de tendance nationaliste arabe.
Après la mort de son frère Afif qui avait présidé le Syndicat de la presse libanaise, Wafic Tibi, propriétaire du journal Al Yom et du magazine Al Ayam, présida le syndicat des rédacteurs de la presse libanaise et fut doyen de l’Institut national pour la formation des journalistes. Professeur ayant formé plusieurs générations de journalistes, respecté pour la fermeté de ses convictions et son esprit de tolérance, Wafic Tibi a joué un rôle éminent dans la presse libanaise. Son fils aîné Walid el Tibi, décédé en mai 2005, a également occupé une place éminente au sein de l'Ordre de la presse libanaise.
Sa fille Zeina el Tibi, docteur en droit public, copropriétaire de la licence du quotidien Al Yom avec ses frères Khaled et Mazen, poursuit la tradition journalistique de la famille. Elle représente en France le magazine familial Al Ayam et l’hebdomadaire francophone La Revue du Liban et dirige la cpmmection Études géopolitiques avec Charles Saint-Prot